# Harolyn Blackwell
Harolyn Blackwell (Washington, 23 novembre 1955) è un soprano statunitense.

## Biografia
Dopo aver studiato canto all'Università Cattolica d'America, Blackwell fece un provino per il revival di Broadway di West Side Story e Leonard Bernstein, colpito dalla sua audizione, le affidò il ruolo di Francisca, un ruolo minore che però le dava modo di cantare uno delle canzoni più famose del musical, Somewhere. Blackwell interpretò il ruolo a Broadway e nella tournée statunitense del musical. Nel 1981 interpretò il ruolo di Clara in Porgy and Bess alla Houston Grand Opera e Lyric Opera di Chicago. 
Nel 1987 fece il suo debutto alla Metropolitan Opera House nel ruolo di Poussette in Manon e tornò a calcare le scene del Met anche in allestimenti di Un ballo in maschera, Le nozze di Figaro, Die Fledermaus e Werther. Nel 1989 tornò a interpretare Clara in Porgy and Bess al Glyndebourne Festival Opera; incise il ruolo anche nell'incisione discografica dell'opera premiata con il Grammy Award; alla cerimonia dei Grammy cantò l'aria Summertime. Nel 1991 fece il suo debutto alla San Francisco Opera in Don Giovanni e nello stesso anno cantò con Luciano Pavarotti e Leo Nucci in Un ballo in maschera al Met.
Nel 1994 rimpiazzò Kathleen Battle ne La figlia del reggimento al Metropolitan e nel 1997 tornò a recitare a Broadway nell'operetta di Bernstein Candide, in cui cantava l'aria di coloratura "Glittler and Be Gay". Dalla fine degli anni 90 iniziò un proficuo sodalizio con la Seattle Opera, che la vide protagonista di Lucia di Lammermoor e ricoprire ruoli principali come Norina in Don Pasquale, Gilda in Rigoletto e Olympia in Les contes d'Hoffman. Nel corso della sua carriera è stata diretta da direttori d'orchestra del calibro di Herbert Blomstedt, James Conlon, Christoph von Dohnányi, Plácido Domingo, Charles Dutoit, James Levine, Andrew Litton, Kurt Masur, Trevor Pinnock, André Previn, Simon Rattle, Gerard Schwarz, Leonard Slatkin e David Zinman.
Attualmente insegna canto alla New York University.

## Repertorio
| Ruolo           | Titolo                       | Autore     |
| --------------- | ---------------------------- | ---------- |
| Zerlina Susanna | Don Giovanni                 | Mozart     |
| Barbarina       | Le nozze di Figaro           | Mozart     |
| Clara           | Porgy and Bess               | Gershwin   |
| Cunegonda       | Candide                      | Bernstein  |
| Despina         | Così fan tutte               | Mozart     |
| Gilda           | Rigoletto                    | Verdi      |
| Lucia           | Lucia di Lammermoor          | Donizetti  |
| Adele           | Il pipistrello               | Strauss    |
| Blondchen       | Il ratto dal serraglio       | Mozart     |
| Costance        | I dialoghi delle Carmelitane | Poulenc    |
| Giulietta       | I Capuleti e i Montecchi     | Bellini    |
| Lakmé           | Lakmé                        | Delibes    |
| Marie           | La figlia del reggimento     | Donizetti  |
| Marzelline      | Fidelio                      | Beethoven  |
| Nanetta         | Falstaff                     | Verdi      |
| Norina          | Don Pasquale                 | Donizetti  |
| Olympia         | I racconti di Hoffmann       | Offenbach  |
| Oscar           | Un ballo in maschera         | Verdi      |
| Poussette       | Manon                        | Massenet   |
| Sophie          | Il cavaliere della rosa      | Strauss    |
| Valencienne     | La vedova allegra            | Lehár      |
| Sophie          | Werther                      | Massenet   |
| Xenia           | Boris Godunov                | Musorgskij |
| Zdenka          | Arabella                     | Strauss    |